# Neoscleropogon nicoteles
Neoscleropogon nicoteles är en tvåvingeart som först beskrevs av Walker 1849.  Neoscleropogon nicoteles ingår i släktet Neoscleropogon och familjen rovflugor. Inga underarter finns listade i Catalogue of Life.